# 유다 이스카리옷

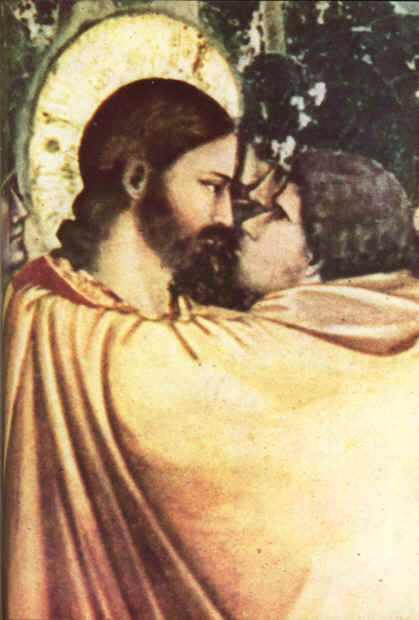
예수에게 입맞춤을 하는 유다 이스카리옷

유다 이스카리옷(히브리어: יהודה איש קריות) 또는 가리옷 사람 유다, 가룟 유다는 신약성서에 따르면, 예수 그리스도의 열두 사도 가운데 한 사람이었으나, 나중에 예수를 배반하여 기독교에서는 최대의 죄인이자 악마의 하수인, 배신자의 대명사로 불린다. '이스가리옷'이란 말에는 남부 유대의 지명인 '가리옷 사람' 외에 '암살자', '가짜', '위선자', '거짓말쟁이', '단검' 등의 의미를 가지고 있다.

## 생애

### 요한복음서의 설명
요한 복음서에 따르면 유다 이스카리옷은 시몬 이스카리옷의 아들이며, 예수 그리스도에게 선택받은 열두 사도 중의 한 사람이다. 유다 이스카리옷은 셈이 빨라서 사도단의 회계를 맡으면서 공금을 횡령하기도 하였다. 요한 복음서에 따르면 베다니아의 마리아의 집에서 그녀가 값비싼 향유를 예수의 발에 붓는 헌신을 하자, 유다는 "이 향유를 어찌하여 비싸게 팔아 가난한 이들에게 나누어 주지 않았는가"라고 투덜거렸는데 저자는 유다가 도둑이라서 그런 것이라고 평가한다. 진짜 가난한 사람들을 생각해서 가난한 사람 운운한 게 아니라, "저 향유를 팔아서, 그 돈의 일부를 횡령할 수 있었다면 얼마나 좋을까"하는 도둑의 생각을 숨기기 위한 위선적인 말에 불과하다는 것이다.
이에 예수가 "왜 이 여자를 괴롭히느냐? 이 여자는 나에게 좋은 일을 하였다. 사실 가난한 이들은 늘 너희들 곁에 있지만, 나는 늘 너희들 곁에 있지는 않을 것이다(마가복음 14:6-7)"라며 사도들을 꾸짖고 충고하였는데, 그는 오히려 분격하여 당시 유대교의 대사제(대제사장)들에게 가서 “제가 예수를 여러분에게 넘겨주면 여러분은 제게 무엇을 주실 수 있습니까?”하고 예수를 그들에게 팔아 넘길 것을 제의했다. 제사장들은 이에 동의하여 당시 노예가 황소에 받혀 죽었을 때 보상금으로 주인에게 지불하던 금액인 은 30개를 지불했다. 이때부터 유다는 예수를 넘길 기회만을 엿보고 있었다.

### 유다의 후안무치
무교절 첫날이자 성 목요일인 날 벌어진 최후의 만찬에서 예수는 자신의 죽을 때가 다가오는 것을 깨닫고 사도들이 한창 식사를 하던 도중에 “내가 진실로 너희들에게 말하노니, 너희들 가운데 한 사람이 나를 팔아넘길 것이다”하고 조용히 말하였다. 이에 사도들이 모두 근심하며 저마다 자기가 아니라고 부정하였다. 그 자가 누구인지 가르쳐달라는 사도들의 성화에 못이겨 예수는 “나와 함께 접시에 손을 넣어 빵을 적시는 자, 그 자가 나를 팔아넘길 것이다”라고 말했다. 그리고 빵 한 조각을 적신 다음 그것을 들어 유다에게 가져다 주었다. 유다가 그 빵을 받자마자 사탄이 그의 마음 속에 들어갔다.
유다는 예수가 자신의 악한 마음을 드러낸 이후에도 "스승님, 저는 아니겠지요?"라고 반문했다. 예수는 "네가 그렇게 말하였다"하고 대답했다. 그러고 나서 "네가 하려는 일을 어서 하여라"고 유다에게 말하였다. 다른 사도들은 예수가 그에게 왜 그런 말을 했는지 이해하지 못했다. 어떤 이들은 유다가 돈주머니를 가지고 있었으므로, 예수가 그에게 축제에 필요한 것을 사라고 했거나, 가난한 사람들에게 관심이 많았던 예수의 행적을 생각하며 가난한 이들에게 무엇을 주라고 말한 것이려니 생각하였다. 유다는 빵을 받고 바로 밖으로 나가서 대제사장들에게 달려갔다.

### 배신
최후의 만찬이 끝나자 예수는 나머지 11명의 사도들과 같이 겟세마네 동산으로 가서 열심히 기도하였다. 기도가 다 끝났을 때 마침 유다가 군인들을 이끌고 왔다. 밤이 깊어서 어두웠기 때문에 누가 예수인지 분간할 수가 없었다. 그래서 누가 예수인지 알리는 신호로서 유다는 예수에게 다가가 입맞춤을 하였다. 이리하여 예수는 체포되었다.

### 죽음
다음날 예수가 단죄받아 산헤드린 공회에서 십자가형을 선고받았는데, 산헤드린 공회에서는 사형을 집행할 권한이 없어서 폰티우스 필라투스 총독에게 예수를 데려가자 유다는 양심의 가책을 느껴 자신이 한 행동을 뒤늦게 후회하면서 대제사장들과 장로들에게 가서 은 30개를 던지면서 “내가 죄 없는 사람을 팔아넘겨 죽게 만든 죄를 범하였다”라고 말했다. 그의 후회에 대해, 대제사장들은 "그게 우리들과 무슨 상관이냐? 그것은 네 일이다"라고 말하였다. 복음사가 마태오에 따르면, 가리옷 유다는 그 은을 성전 안에다 내던지고 나와서 목을 매달아 자살하였고, 대사제들은 이를 주워다가 꺼림칙하여 의논한 후 나그네들을 위한 묘지용 토지를 샀다. 그후 그밭을 아겔다마(חקל דמא) 즉, 피밭이라 불러졌다.
그러나 마태복음과 사도행전에서, 또는 초대교회 시대 저작들에서 전혀 다른 설명을 하고 있다.
카리옷 사람 유다는 자신이 한 행동을 뒤늦게 뉘우치면서 대제사장들과 장로들에게 가서 은 30개를 던지면서“내가 무죄한 피를 팔고 죄를 범하였습니다.”라고 말했다. 그의 뉘우침에 대해 대제사장들은 "그것이 우리들과 무슨 상관이냐? 그것은 네 문제이다"라고 말하였다. 카리옷 유다는 그 은 30을 성전 안에다가 던지고 나와서 목을 매달아 자살하였다라고 마태복음에서 말한다. 이와 반대로 사도행전은 카리옷 유다가 예수를 판 돈으로 밭을 샀으나, 그러나 그는 죄의 값으로 땅에 거꾸러져서 배가 갈라져 내장이 온통 터져 나왔다라고 말하고 있다. 마태복음 27장 1-10 절과 사도행전 1장 18 절에 나오는 유다의 죽음에 대한 두 가지 다른 설명의 불일치는 성경의 무오성 개념을 지지하는 자들에게 심각한 위기였다. 하지만 다양한 시도가 있었다. 일반적으로 그들은 히포의 감독 아우구스티누스와 같은 문자적 해석을 따랐다. 이는 단순히 유다가 밭에서 목을 매고 밧줄이 끊어지고 넘어져 그의 몸이 터져버린 사건의 서로 다른 양상을 설명할 뿐이라고 말한다. 또는 사도행전과 마태복음의 기록이 참조하는 것이라 말하기도 한다.

## 가룟 유다에 대한 교회의 해석

### 복음서 저자들의 해석
유다의 악행과 비참한 죽음은 초대교회 설교자들과 복음서 저자들에 의하여 수없이 인용되곤 하였고, 유다의 죽음이 보다 무섭게 보이도록 하기 위해 소름이 끼치는 표현을 덧붙이기도 하였다. 성서학자들은 당시 기독교 공동체 내 일부 교우들의 배교행위를 경고하기 위해서 이스가리옷 유다에 대해서 복음사가들이 언급했다고 분석한다. 즉, 복음서 저자들은 독자들에게 배교자는 가리옷 사람 유다처럼 비참한 결말을 맞게 된다고 경고한 것이다.
일부 진보적 신학자들은 복음서의 이야기들이 예수의 삶과 가르침을 직접 보고 들은대로 받아 쓴 것이 아니라, 주로 구전전승인 예수전승을 즉, 입으로 전해진 예수 이야기를 해석한 이야기라는 사실에 착안하여 가리옷 사람 유다 이야기를 예수가 구약성서에서 내다본 그리스도라고 이해한 복음서 저자들의 그리스도론(기독론)에 의해 창작된 이야기로 이해하기도 한다. 실제 성공회 신학자인 존 셸비 스퐁 주교(Bishop John Shelby Spong)는 《비 종교인을 위한 예수》(한국기독교연구소)에서 그러한 견해를 주장하였다.

### 유다복음
2006년 복원이 완성된 영지주의 문서인 유다복음에서는 이스가리옷 유다가 예수의 요구에 의해 배신하였으며, 희생과 부활로 인류를 구원하려는 예수의 계획에 충실했을 뿐이라는 내용을 담아 이스가리옷 유다를 긍정적으로 묘사하고 있어 논란을 불러일으키고 있다. 하지만, 복음서와 내용이 배치되고, 가리옷 유다의 배신행위를 하느님의 구속사를 이루기 위한 행동이라고 미화하기 때문에 설득력이 미약하다는 평가를 받고 있다.

### 마르틴 루터의 해석
마르틴 루터는 《탁상담화》에서 가룟 유다는 초기에 이단들의 주장을 논박했기 때문에 사도들 가운데 요긴한 사람이었다고 평가했다. 또 그가 자신의 직무를 수행한 것은 옳고 정당했으나, 도둑질을 함으로써 죄를 범했다며 유다의 인격과 직무를 구분해서 생각해야 한다고 주장했다.

## 유다의 사죄

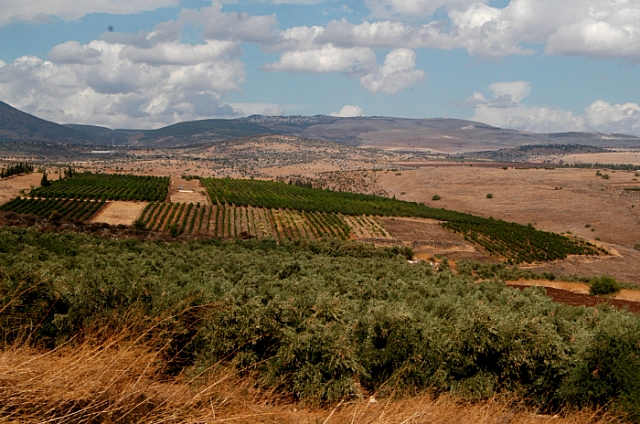

나그네의 묘지를 만들었다. 예수를 판 유다가 그의 정죄됨을 보고 스스로 뉘우쳐 그 은 삼십을 대제사장들과 장로들에게 도로 갖다 주며 - 유다
에스더 8:16
유다인에게는 영광과 즐거움과 기쁨과 존귀함이 있는지라

## 같이 보기
- 폰티우스 필라투스
- 티베리우스